# Abri van Laussel
De Abri van Laussel is een abri of bewoonde ruimte onder een overhangende rots in de Franse gemeente Marquay (Dordogne). Het gaat om een archeologische site met prehistorische beeldhouwwerken die stammen uit het Gravettien.
In de abri werden al opgravingen uitgevoerd in de loop van de 19e eeuw, maar het echte wetenschappelijk onderzoek begon in 1908 onder leiding van dr. Lalanne. Hij ontdekte verschillende stenen waarin figuren waren gekerfd of gebeeldhouwd, waaronder in 1911 de Venus van Laussel, een vrouwenfiguur met een hoorn.